# Associazione Calcio Femminile Trani 80 BKV 1987-1988
Questa voce raccoglie le informazioni riguardanti l'Associazione Calcio Femminile Despar Trani 80 nelle competizioni ufficiali della stagione 1987-1988.

## La stagione
L'aver ceduto lo scettro di campione è il sintomo di flessione di entusiasmo nella dirigenza; si decide per il rinnovamento del parco calciatrici, ma si affronta la campagna acquisti senza la consapevolezza di trovarsi di fronte ad una realtà diversa, in quanto lo splendore del nome non è sufficiente a convincere le calciatrici a trasferirsi al sud, con la prospettiva di abbandonare il proprio lavoro.
La ditta BKV, macchinari ed attrezzi per l'edilizia, è il nuovo sponsor. Il tecnico di seconda categoria, il Prof. Cancellaro, è il nuovo allenatore. Molte le novità in seno alla squadra, ma le nuove calciatrici non sembrano colmare adeguatamente il vuoto lasciato dalle partenti.
Nonostante tutto le credenziali della squadra per un campionato di vertice sono ottime, tanto è vero che le prestazioni convincenti in Coppa Italia fanno sognare i tifosi. Ma se i tifosi sognano, i dirigenti latitano sempre più, con il conseguente abbandono a sé stessa della
squadra che, privata del sostegno morale, si sfalda con il passare del tempo terminando al secondo posto a dodici punti dalla Lazio.
Nemmeno l'aver avuto l'incarico di organizzare l'incontro Italia-Germania, valido per il campionato Europeo, porta entusiasmo nell'ambiente dirigenziale; le calciatrici, pur se affezionate a Trani, in presenza di tale assenteismo totale prendono in considerazione le proposte di altre società.

## Rosa
| N. |                        | Ruolo | Calciatrice        |
| -- | ---------------------- | ----- | ------------------ |
|    | Italia (bandiera)      | P     | Giovanna Albanese  |
|    | Italia (bandiera)      | C     | Pierpaola Araldi   |
|    | Italia (bandiera)      | C     | Nicoletta Arici    |
|    | Danimarca (bandiera)   | A     | Susanne Augustesen |
|    | Inghilterra (bandiera) | C     | Deborah Bampton    |
|    | Italia (bandiera)      | P     | Graziella Barba    |
|    | Italia (bandiera)      | C     | Viviana Bontacchio |
|    | Italia (bandiera)      | D     | Ornella Bruno      |
|    | Italia (bandiera)      | A     | Antonella Carta    |
|    | Inghilterra (bandiera) | A     | Kerry Davis        |

| N. |                    | Ruolo | Calciatrice           |
| -- | ------------------ | ----- | --------------------- |
|    | Brasile (bandiera) | C     | Lucia Feitosa Alves   |
|    | Italia (bandiera)  | D     | Filomena Festa        |
|    | Italia (bandiera)  | P     | Roberta Granieri      |
|    | Italia (bandiera)  | D     | Viola Langella        |
|    | Italia (bandiera)  | D     | Antonella Marrazza    |
|    | Italia (bandiera)  | C     | Deborah Montagnani    |
|    | Italia (bandiera)  | D     | Antonella Noviello    |
|    | Italia (bandiera)  | A     | Dolores Prestifilippo |
|    | Italia (bandiera)  | A     | Maria Russo           |
|    | Italia (bandiera)  | D     | Anna Rita Vantaggiato |

## Statistiche

### Statistiche di squadra
| Competizione | Punti | In casa | In casa | In casa | In casa | In casa | In casa | In trasferta | In trasferta | In trasferta | In trasferta | In trasferta | In trasferta | Totale | Totale | Totale | Totale | Totale | Totale | DR  |
| Competizione | Punti | G       | V       | N       | P       | Gf      | Gs      | G            | V            | N            | P            | Gf           | Gs           | G      | V      | N      | P      | Gf     | Gs     | DR  |
| ------------ | ----- | ------- | ------- | ------- | ------- | ------- | ------- | ------------ | ------------ | ------------ | ------------ | ------------ | ------------ | ------ | ------ | ------ | ------ | ------ | ------ | --- |
| Serie A      | 45    | 15      | .       | .       | .       | ..      | .       | 15           | .            | .            | .            | ..           | ..           | 30     | 20     | 5      | 5      | 80     | 27     | +53 |
| Coppa Italia | 12    | .       | .       | .       | .       | .       | .       | .            | .            | .            | .            | .            | .            | 7      | 6      | 0      | 1      | 24     | 7      | +17 |
| Totale       | 57    | .       | .       | .       | .       | .       | .       | .            | .            | .            | .            | .            | .            | 37     | 26     | 5      | 6      | 104    | 34     | +70 |

### Statistiche dei giocatori
| Giocatore        | Serie A  | Serie A | Serie A     | Serie A    | Coppa Italia | Coppa Italia | Coppa Italia | Coppa Italia | Totale   | Totale | Totale      | Totale     |
| Giocatore        | Presenze | Reti    | Ammonizioni | Espulsioni | Presenze     | Reti         | Ammonizioni  | Espulsioni   | Presenze | Reti   | Ammonizioni | Espulsioni |
| ---------------- | -------- | ------- | ----------- | ---------- | ------------ | ------------ | ------------ | ------------ | -------- | ------ | ----------- | ---------- |
| P. Araldi        | 25       | 0       | 0           | 0          | 6            | 0            | 0            | 0            | 31       | 0      | 0           | 0          |
| N. Arici         | 13       | 0       | 0           | 0          | 4            | 1            | 0            | 0            | 17       | 1      | 0           | 0          |
| S. Augustesen    | 29       | 23      | 0           | 0          | 6            | 8            | 0            | 0            | 35       | 31     | 0           | 0          |
| D. Bampton       | 25       | 7       | 0           | 0          | 3            | 1            | 0            | 0            | 28       | 8      | 0           | 0          |
| G. Barba         | 8        | -11     | 0           | 0          | 3            | -4           | 0            | 0            | 11       | -15    | 0           | 0          |
| V. Bontacchio    | 30       | 3       | 0           | 0          | 7            | 1            | 0            | 0            | 37       | 4      | 0           | 0          |
| O. Bruno         | 29       | 0       | 0           | 0          | 7            | 0            | 0            | 0            | 36       | 0      | 0           | 0          |
| A. Carta         | 30       | 29      | 0           | 0          | 7            | 11           | 0            | 0            | 37       | 40     | 0           | 0          |
| K. Davis         | 27       | 7       | 0           | 0          | 7            | 2            | 0            | 0            | 34       | 9      | 0           | 0          |
| L. Feitosa Alves | 21       | 0       | 0           | 0          | 2            | 0            | 0            | 0            | 23       | 0      | 0           | 0          |
| F. Festa         | 0        | 0       | 0           | 0          | 0            | 0            | 0            | 0            | 0        | 0      | 0           | 0          |
| R. Granieri      | 23       | -16     | 0           | 0          | 4            | -3           | 0            | 0            | 27       | -19    | 0           | 0          |
| V. Langella      | 24       | 1       | 0           | 0          | 5            | 0            | 0            | 0            | 29       | 1      | 0           | 0          |
| A. Marrazza      | 27       | 1       | 0           | 0          | 7            | 0            | 0            | 0            | 34       | 1      | 0           | 0          |
| D. Montagnani    | 10       | 1       | 0           | 0          | 5            | 0            | 0            | 0            | 15       | 1      | 0           | 0          |
| A. Noviello      | 0        | 0       | 0           | 0          | 1            | 0            | 0            | 0            | 1        | 0      | 0           | 0          |
| D. Prestifilippo | 28       | 3       | 0           | 0          | 5            | 0            | 0            | 0            | 33       | 3      | 0           | 0          |
| M. Russo         | 1        | 0       | 0           | 0          | 0            | 0            | 0            | 0            | 1        | 0      | 0           | 0          |
| A.R. Vantaggiato | 20       | 0       | 0           | 0          | 5            | 0            | 0            | 0            | 25       | 0      | 0           | 0          |

### Maglie e presenze in campionato
Andata